# Rudolf Wanner
Rudolf „Rudi“ Wanner (* 28. Jänner 1951 in Seefeld, Tirol) ist ein ehemaliger österreichischer Skispringer.

## Werdegang
Durch seinen Vater kam Rudi als 9-Jähriger zum Sprungsport, 1970 feierte er bei der Vierschanzentournee 1970/71 sein Debüt in der österreichischen Nationalmannschaft. Ein erster Höhepunkt der jungen Karriere war die Teilnahme an den Olympischen Spielen in Sapporo, wo er die Plätze 26 auf der Normalschanze und 46 auf der Großschanze erreichte. Bei den Weltmeisterschaften in Falun 1974 kam er nur auf der Großschanze zum Einsatz und belegte den 21. Platz. Bei den Skiflugweltmeisterschaften 1972 und 1973 belegte er die Plätze 15 bzw. 20.
Um Rudi Wanner und die älteren Springer Reinhold Bachler und Walter Schwabl baute der neue Cheftrainer Baldur Preiml ab 1974/75 ein österreichisches „Wunderteam“ auf, das mit jungen Talenten wie Toni Innauer, Karl Schnabl, Alois Lipburger, Willi Pürstl, Hans Wallner, Hans Millonig, Edi Federer, Rupert Gürtler und Alfred Pungg die internationale Konkurrenz zeitweise dominierte und Österreich neben der DDR zur führenden Skisprungnation machte.
Wanner wurde von der rasanten Entwicklung überholt, so dass er in der Saison 1974/75 nicht an den Großereignissen wie Vierschanzentournee und Skiflug-Weltmeisterschaft teilnahm. Wanner kämpfte sich jedoch gemeinsam mit dem 6 Jahre älteren Reinhold Bachler zurück: Bei der Tournee 1975/76 wurde er Gesamtfünfter und qualifizierte sich auch für die Mannschaft für die Olympischen Spiele 1976 in Innsbruck. Auf seiner Heimschanze in Seefeld erreichte er mit dem 7. Platz auch seine beste Platzierung bei einem internationalen Großereignis. In den folgenden Jahren aber blieben weitere Erfolge aus, er verpasste die Qualifikation für die Nordische Weltmeisterschaft in Lahti 1978, und beendete nach dem Winter 78/79 seine Karriere. Rudi Wanner war in den Jahren 1975 und 1976 zweimaliger Meister in der Nordischen Kombination.

## Erfolge
- 1973: 3. in Ruhpolding – Normalschanze
- 1973: 3. in Mount St. Anne – Großschanze
- 1974: 2. in Cortina – Normalschanze
- 1974: 2. in Dornbirn – Normalschanze
- 1975: 2. in Kuusamo – Normalschanze
- 1975: 3. in Sapporo – Großschanze
- 1975: 3. in Rovaniemi – Großschanze
- 1975: 2. in Planica – Normalschanze
- 1975: 2. in Planica – Großschanze
- 1976: 2. in Mühlbach – Normalschanze
- 1976: 3. in Gjermundkollen – Großschanze
- Olympische Spiele 1976: 7. Platz Normalschanze

### Schanzenrekorde
| Ort        | Land        | Weite               | aufgestellt am  | Rekord bis      |
| ---------- | ----------- | ------------------- | --------------- | --------------- |
| Oberstdorf | Deutschland | 158,0 m (HS: 225 m) | 8. Februar 1976 | 8. Februar 1976 |